# Travis Warech
Travis Warech (Pine Brook, 5 luglio 1991) è un cestista statunitense con cittadinanza tedesca naturalizzato israeliano.